# 사천 다솔사 대양루
사천 다솔사 대양루(泗川 多率寺 大陽樓)는 대한민국 경상남도 사천시 곤명면 용산리, 다솔사 경내 입구 오른편에 웅장한 모습으로 본전과 마주하고 있는 조선시대의 건축물이다.
1974년 2월 16일 경상남도의 유형문화재 제83호 다솔사 대양루으로 지정되었다가, 2018년 12월 20일 현재의 명칭으로 변경되었다.

## 개요
와룡산 기슭에 있는 다솔사는 신라 지증왕 4년(503)에 연기조사가 처음 짓고 영악사라 하였다. 선덕여왕 5년(636)에 절을 늘려 짓고 다솔사라고 부르다가 문무왕 16년(676) 의상대사가 영봉사라 하였다. 경문왕(재위 861∼875) 때 도선국사에 의해 다시 다솔사로 부르게 하였다. 고려와 조선시대에도 여러 번 고쳐지었으며, 임진왜란으로 불타 없어진 것을 조선 숙종 6년(1680)에 다시 지었다. 지금 남아있는 대양루는 영조 24년(1748)에 지은 것이다.
대양루는 다솔사의 본전인 대적광전과 마주보고 있는 위치에 있는 2층 누각으로, 신도들에게 설법을 하고 절의 행사 때 사용하는 도구나 그릇을 보관하기도 한다. 보통 절의 누각은 윗층은 마루·아랫층은 문으로 이용하는데, 대양루는 왼쪽으로 돌아서 들어가도록 되어있다.
앞면 5칸·옆면 4칸의 규모이며, 사람 인(人)자 모양의 단순한 맞배지붕으로 방풍판을 달았다. 대적광전을 향한 쪽은 개방되어 있으나 좌우 양쪽과 뒷쪽에 벽을 설치하여 막았고, 뒷쪽에는 문을 달아 밖의 경치를 내다볼 수 있도록 하였다. 앞마당과 누각 마루는 떨어져 있고 오른쪽 퇴칸 앞으로 돌다리를 걸쳐 출입하고 있다.
다솔사 대양루는 매우 견실한 느낌을 주는 누각건물이다.

## 특징
아래·위층의 높이가 모두 13m에 달하며, 36개의 아름드리 큰 기둥이 그 육중한 몸 전체를 떠받치고 있다. 아래층은 본래 출입문 구실을 해왔으나 누각 왼편에 새로 돌계단이 생기면서 지금은 칸막이로 창고와 기타 용도로 이용되고, 2층은 승려들의 수도장일 뿐 아니라 불교신자들의 집회장으로 널리 사용되어 왔다.
해방 전에는 민족정신 함양의 도장이었을 뿐 아니라 해방 후에는 좌우익의 혼탁한 사회질서를 바로 잡기 위하여 지역사회 청년들의 교육도장이 된 때도 있었다. 뿐만 아니라 6.25전쟁 때는 서울에서 피난 온 동여중학교가 이곳으로 옮겨와 학생들의 교실로서 4년간이나 활용된 바 있어 2세 교육에 이바지함이 컸다.

## 같이 보기
- 다솔사

## 참고 자료
- 사천 다솔사 대양루 - 국가유산청 국가유산포털